# Hurt (groupe)
Pour les articles homonymes, voir Hurt.
Pour le duo synthpop britannique, voir Hurts.
Hurt, parfois typographié HURT, est un groupe américain de rock, originaire de Virginie, actuellement basé à Los Angeles, en Californie. Il est actuellement composé de J. Loren Wince (chant), de Paul Spatola (guitare), et de Evan Johns (batterie). Josh Ansley (basse) quitte le groupe en avril 2008 pour être remplacé en mai par Rek Mohr.
Le groupe publie tout d'abord deux albums indépendants, Hurt, en 2000, et The Consumation en 2003. C'est avec le premier album signé chez un major, Vol. I, sorti le 21 mars 2006, que Hurt recevra son premier succès critique. Cependant, le succès commercial est moindre et les singles Rapture et Falls Apart sont peu diffusés sur les ondes. C'est le deuxième album, Vol. II, sorti le 25 septembre 2007 qui consacre le groupe avec un single, Ten Ton Brick, qui remporte un franc succès.
Un quatrième album, intitulé Goodbye to the Machine, est annoncé pour l'année 2009.

## Historique

### Formation (2000)
Le chanteur J. Loren Wince est né le 25 août 1981 à Baltimore, dans le Maryland. Déménageant ensuite en Virginie, il vit dans les régions proches de Halifax puis de Culpeper, où il intègre le Germanna Community College à l'âge de 14 ans. Ses parents lui font découvrir le gospel et la musique classique, il étudie d'ailleurs en vue de devenir violoniste. Wince cite Antonio Vivaldi, Mendelssohn, mais aussi Verdi, Handel et Joseph parmi ses plus grandes influences. Cependant, le rock est banni de la famille. Wince s'y tourne pourtant car il considère que c'est la seule manière de faire de la musique correcte et appréciée par un large public. Il compose pour la première fois à 10 ans, c'est une marche pour cuivres et cordes inspiré du poème Charge of the Light Brigade de Lord Alfred Tennyson. Il écrit ensuite le morceau Cold Inside que l'on peut retrouver en trois versions différentes sur les albums The Consumation, Vol. I, puis The Re-Consumation. Il décide de fonder le groupe à l'âge de 15 ans. Mais le nom Hurt ne sera attribué que lors de la conception du premier album, quand J. Loren a 17 ans.
Le batteur de Hurt, Evan Johns, est le fils du producteur de rock acclamé Andy Johns, qui est connu en particulier pour son travail avec Led Zeppelin, Rolling Stones, et Van Halen. Evan Johns est élevé dans les environs de Los Angeles et commence à jouer de la batterie très jeune. Il est aussi le neveu de Glyn Johns (producteur notamment de The Beatles, The Who, Led Zeppelin) et cousin de Ethan Johns, autre producteur de musique. Le guitariste, Paul Spatola, est né à Brooklyn. Il joue du piano depuis qu'il a 5 ans, et jouait dans un groupe nommé Social Butterfly au collège avec l'un des ex-bassiste de Hurt, Josh Ansley.
Rek Mohr, le bassiste, est né à Saint-Louis, dans le Missouri. Il cite Colin Greenwood (Radiohead), John Paul Jones (Led Zeppelin), et Adam Clayton (U2) comme ses principales inspirations. Il débute la basse à 16 ans, qu'il préfère à la guitare dont, dit-il, les manières de jouer et de penser sont totalement différentes. Avant de rejoindre Hurt, Mohr a été membre de deux groupes : Semidivine, durant trois ans, et Leo, pour quatre ans. Il les quitta chacun parce qu'il avait le sentiment que personne n'y était aussi voué à la musique que lui-même : « Quand tu mets tout dans ce que tu fais, tu veux que les autres en fassent autant. J'ai toujours été très, très, pressé. Et quand je sens que quelque chose me freine, j'ai aucun problème à le lâcher. » Alors que son groupe Leo était en tournée avec Hurt, Rek Mohr décide de quitter son poste de bassiste. Pendant ce temps, Josh Ansley, alors bassiste de Hurt, fait de même. Après la tournée, Mohr réserve un aller sans retour pour Los Angeles pour participer à l'audition du groupe, qui cherchait à remplacer Ansley. Mohr constate alors que leur musique est si profonde, et que ces musiciens sont si authentiques qu'il lui faut rejoindre le groupe. En mai 2008, Hurt annonce que Rek Mohr remplacera Josh Ansley en tant que membre permanent.

### Débuts (2000–2005)

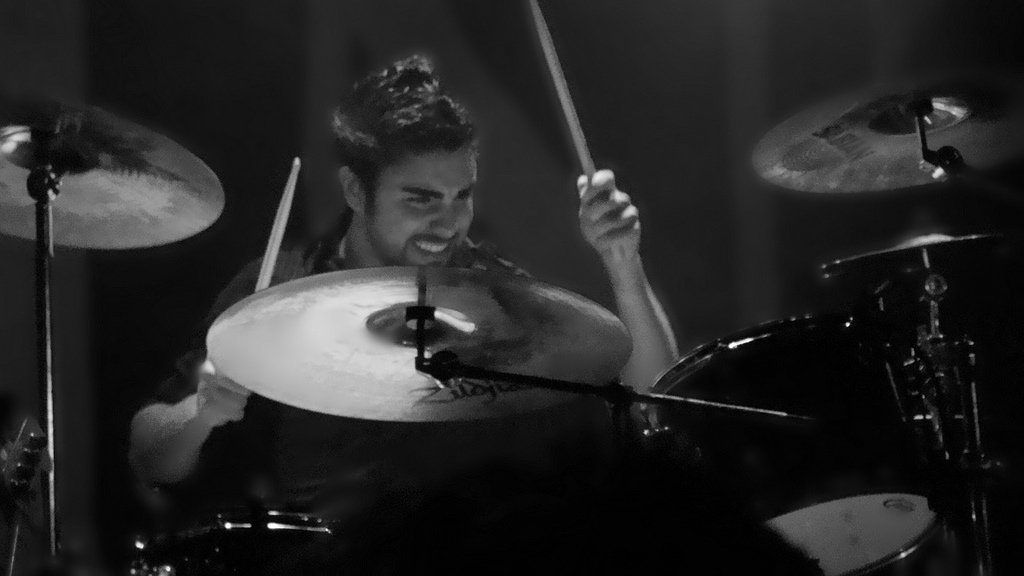
Victor Ribas, batteur de Hurt.

Le premier album studio du groupe, Hurt (Self Titled), est écrit et joué par Wince et Wil Quaintance à la batterie. Il est publié en 2000 et édité à approximativement 1 200 exemplaires. Le deuxième album du groupe, The Consumation est aussi écrit et joué par Wince, avec Quaintance à la batterie, Shawn Sawyer à la basse, et Brian Winshell à l'ingénierie-son pour House of Cards et Velvet Rolls Royce. L'album est publié en 2003 en Virginie, l'État natal de Wince.
La formation originale du groupe est découverte par Tom Lewis, ancien A&R d'Universal Records en 2005. Le concert qui les fait connaitre se déroule au Continental de New York, où un ami de Lewis, Jay Silverman, lui passera un CD du groupe. Après ce premier contact avec Wince, Lewis contacte le groupe huit mois plus tard. Le groupe fait la rencontre de Lewis et de sa compagnie (Metropolitan Hybrid). Le groupe allait enregistrer une première démo pour se trouver un label. Après quelques divergences avec leur batteur, ils recrutent le batteur de session Evan Johns
Pendant leur tentative de trouver un label, le bassiste décide qu'il serait mieux pour tout le monde s'il quittait le groupe, période durant laquelle il sera remplacé par le bassiste de Streetlight Manifesto, Josh Ansley.
Plus tard, le groupe joue à New York, période durant laquelle le groupe avait déjà été contacté par les labels Columbia, Interscope, Island, Universal, Virgin et Atlantic, mais sans aboutir à un contrat. À l'origine, Capitol Records achètera l'album Vol. 1 du groupe.

### Vol. 1etVol. II(2006–2008)
Les deux premiers albums du groupe chez une major seront Vol. 1 et Vol. II. Ils sont enregistrés et produits avec Eric Greedy. Le groupe prévoyait de les publier comme double album, mais Capitol rejettera l'idée car trop de coûts financiers. À la place, le groupe réenregistrera Vol. II. Vol. 1 est publié le 21 mars 2006. Trois singles sont diffusés à la radio - Rapture, Falls Apart, et Danse Russe. Vol. II est ensuite publié le 25 septembre 2007, avec deux autres singles, Ten Ton Brick et Loded. Après leur signature chez une major, le groupe opte pour une réédition de The Consumation sous le titre de The Re-Consumation le 19 février 2008. Le 12 mai 2009, Hurt est récompensé pour la chanson Ten Ton Brick à la 13e édition des New York Music Awards.

### Goodbye to the Machine(2009–2010)
Vol. 1 et Vol. II ne seront pas des succès commerciaux. Le groupe sera alors renvoyé de Capitol Records. Leur nouvel album, Goodbye to the Machine, fera allusion à la mauvaise expérience du groupe chez une major. L'album est publié le 7 avril 2009 dans un plus petit label appelé Amusement Records. Avant la sortie de l'album, le single Wars est diffusé à la radio le 3 février 2014. Le 6 août 2010, Louie Sciancalepore annonce sur sa page Facebook son départ de Hurt.

### The Crux(depuis 2010)
Le groupe se met à travailler sur de nouvelles chansons en 2010. Le 5 février, la nouvelle chanson, Numbers, fait ses débuts à la radio sur 94.1 WJJO à Madison, dans le Wisconsin. Elle est publiée le 9 mars 2010 sur iTunes et la couverture est réalisée par Spatola. Le 21 mars, le groupe annonce la fin des enregistrements. En août, le groupe annonce sa signature au label Carved Records, et la sortie d'un nouvel album pour début 2012. Spatola quittera ensuite le groupe à cause de divergences personnelles. Le 27 septembre 2011, le groupe explique que leur futur album sera un retour sonore et stylistique vers Vol.I. Le premier single, How We End Up Alone, est publié sur iTunes le 3 janvier 2012 et atteint la 10e place du Billboard 200. The Crux est publié le 24 mars 2012, et atteint la 75e place du Billboard 200. Le 8 avril 2014, le management d'Amusement Management annonce son intention de publier une version remasterisée du titre Self Titled.

## Membres

### Membres actuels
- J. Loren Wince  -  chant, guitare, violon (depuis 2000)
- Victor Ribas - batterie, percussions, piano, chœurs (depuis 2010)

### Anciens membres
- Wil Quaintance - batterie (2000–2004)
- Stephen Fletcher - basse (2000)
- Shawn Sawyer - basse (2000–2004)
- Paul Spatola - guitare solo, piano, chœurs (2004–2011)
- Joshua Ansley - basse, chœurs (2004–2008)
- Evan Johns - batterie (2004–2008)
- Louie Sciancalepore - batterie (2008–2010)
- Rek Mohr -  basse (2008–2013)
- Michael Roberts - guitare, chœurs (2009–2012)

## Discographie

### Albums studio
- 2000 : Hurt (Self Titled)
- 2003 : The Consumation
- 2006 : Vol. 1
- 2007 : Vol. II
- 2009 : Goodbye to the Machine
- 2012 : The Crux

### Autres albums
- 2007 : The Blackmarket EP
- 2008 : The Re-Consumation